# رادوسلاف مايوفسكي
رادوسلاف مايوفسكي (بالبولندية: Radosław Majewski)‏ هو لاعب كرة قدم بولندي في مركز الوسط، ولد في 15 ديسمبر 1986 في Pruszków ‏ في بولندا. شارك مع منتخب بولندا تحت 21 سنة لكرة القدم ومنتخب بولندا لكرة القدم. أما مع النوادي، فقد لعب مع بولونيا وارسو ودايسكوبوليا غرودجيسك ويلكوبولسكي وزنيتشج بروشكوف ونوتينغهام فورست وهدرسفيلد تاون.

## وصلات خارجية
- رادوسلاف مايوفسكي على موقع قاعدة بيانات كرة القدم.إي يو (الإنجليزية)
- رادوسلاف مايوفسكي على موقع ناشيونال فوتبول تيمز (الإنجليزية)
- رادوسلاف مايوفسكي على موقع Soccerbase.com (لاعب) (الإنجليزية)
- رادوسلاف مايوفسكي على موقع Soccerway.com (الإنجليزية)
- رادوسلاف مايوفسكي على موقع عالم كرة القدم.نت (الإنجليزية)